# Velox (Utrecht)
Velox (Latijn: Snel) was een Nederlandse voetbalclub uit Utrecht, die van 1958 tot 1970 in het betaald voetbal speelde. Vervolgens fuseerde de betaaldvoetbalafdeling van de club met DOS en USV Elinkwijk, om samen verder te gaan als FC Utrecht.
De amateurtak van Velox hield op te bestaan in 1992, toen het fuseerde met SVVU en later ook Celeritudo tot VSC.

## Geschiedenis

### Opkomst en gouden jaren
De club werd op 12 mei 1902 opgericht als Door Eendracht Sterk (DES). Een naamsverandering was - gezien het aantal clubs met dezelfde naam - echter noodzakelijk, en vanaf 1906 heette de club uit de arbeiderswijk Tolsteeg Velox, naar het Latijnse woord voor snel. De club begon uiteraard onderaan, maar wist in 1918 te promoveren naar de tweede klasse.
De gouden tijden braken aan toen Velox in 1955 naar de eerste klasse promoveerde. Drie jaar later waren ze al amateurkampioen, en als gevolg daarvan mocht het team in het daaropvolgende seizoen aantreden in het betaald voetbal. Na drie seizoenen een subtopper te zijn geweest werd de arbeidersclub in 1962 kampioen van de tweede divisie, waarna Velox doorstroomde naar de eerste divisie. De club verbleef zes jaar op het één-na-hoogste niveau, maar toen ze aan het eind van het seizoen 1967-1968 onderaan stonden met een schamele 16 punten was het voorbij, en keerde de club uit de Tolsteeg weer terug naar de tweede divisie.
In de korte periode van 12 jaar dat Velox in het betaald voetbal heeft meegedraaid (van 1958 t/m 1970) heeft het onder leiding van het toenmalige bestuur en jeugdbestuur enkele bekende voetballers voortgebracht, onder andere Willem van Hanegem, Han Berger en Ton du Chatinier.

### Fusie
Velox was de derde betaaldvoetbalclub van Utrecht, achter DOS en USV Elinkwijk. Naast het feit dat de club zelf hard moest werken om het hoofd boven water te houden was het ook nadelig voor het Utrechtse voetbal in het algemeen, aangezien de talenten over drie clubs werden verdeeld. Nadat in 1964 een poging om tot een fusie van de drie clubs te komen was mislukt, lukte het de Utrechtse gemeenteraad in 1970 toch om de drie profploegen te fuseren tot één club: FC Utrecht. Dit team ging verder in de eredivisie en nam daarmee de plaats van DOS in. Velox keerde terug naar het amateurvoetbal en begon in de derde klasse, en werd daar in 1982 kampioen. Opnieuw hield de club het echter niet vol in zijn eentje en op 19 mei 1992 werd besloten tot een fusie met buurclub SVVU. Later kwam daar ook Celeritudo bij, en tegenwoordig gaat de club door het leven als VSC (Velox SVVU Celeritudo).

## Erelijst
| Competitie              | Aantal | Jaren                  |
| ----------------------- | ------ | ---------------------- |
| Kampioen 3e klasse      | 2x     | 1918, 1982             |
| Kampioen 2e klasse      | 4x     | 1928, 1934, 1936, 1940 |
| Kampioen 1e klasse      | 2x     | 1957, 1958             |
| Kampioen Zondagamateurs | 1x     | 1958                   |
| Tweede divisie          | 1x     | 1962                   |

## Competitieresultaten 1917–1992
| 3 3H |

| 1 3F |

| 5 2A |

| 2 2A |

| 4 2B |

| 3 2B |

| 6 2B |

| 2 2B |

| 2 2B |

| 3 2B |

| 3 2B |

| 1 2B |

| 6 2B |

| 3 2B |

| 4 2B |

| 3 2B |

| 3 2B |

| 1 2B |

| 5 2B |

| 1 2B |

| 2 2A |

| 9 2B |

| 4 2A |

| 1 D |

| 4 2B |

| 2 2A |

| 2 2A |

| 9 2A |

|  |

| 8 2B |

| 3 2A |

| 6 2B |

| 6 2A |

| 8 2B |

| 5 2A |

| 9 2A |

| 4 2B |

| 3 2A |

| 5 2A |

| 3 1A |

| 1 1A |

| 1 1A |

| 5 A |

| 4 B |

| 8 |

| 1 |

| 5 |

| 5 |

| 4 |

| 5 |

| 16 |

| 19 |

| 10 |

| 3 |

| 4 3D |

| 5 3D |

| 6 3D |

| 6 3D |

| 2 3D |

| 2 3D |

| 10 3D |

| 7 3D |

| 4 3D |

| 7 3D |

| 9 3D |

| 1 3D |

| 8 2B |

| 3 2B |

| 9 2B |

| 9 2B |

| 11 2B |

| 10 3D |

| 10 3D |

| 10 3D |

| 7 4H |

| 6 4H |

| Eerste divisie | Tweede divisie | Eerste klasse | Tweede klasse | Derde klasse | Vierde klasse | Noodcompetitie |

In elke staaf van de grafiek staat van boven naar beneden vermeld: 
- Eindnotering

Dit is de positie die de club heeft bereikt in de competitie, zonder eventuele beslissings-, play-off- of nacompetitiewedstrijden die nodig zijn geweest om bijvoorbeeld de kampioen van de competitie te bepalen.
Indien een * achter het getal staat is de notering een tussenstand en kan het zijn dat de notering niet overeenkomt met de uiteindelijke eindstand van de competitie.
Staat er een - dan is het seizoen nog bezig en is er geen definitieve uitslag bekend.
Staat er xx op de positie van de notering, dan heeft de club vroegtijdig de competitie verlaten. Dit kan onder andere komen door terugtrekking van het team, faillissement van de club of door een uitgedeelde straf van de KNVB. In veel gevallen staat elders in het artikel de reden vermeld.
Staat er een ? dan is het resultaat uit het verleden onbekend, en is alleen de competitie of het niveau bekend van dat seizoen.
In de seizoenen 2019/20 en 2020/21 werd wegens de coronacrisis het amateurvoetbal afgebroken. Daardoor kennen deze staven geen eindklassering (middels -- weergegeven).
- Competitieniveau en afdelingsletter of Officiële eindstand Eredivisie
  - Competitieniveau en afdelingsletter

Hierbij geeft het getal het niveau weer, dat ook terug te vinden is in de legenda. De letter is de afdelingsaanduiding en wordt gebruikt wanneer er meer afdelingen zijn op hetzelfde niveau. De afdelingsletter is altijd een hoofdletter en wordt meestal zonder nummer gebruikt.
Voorbeeld: 2F is niveau 2e klasse competitie F.
Het competitieniveau en nummer wordt niet vermeld wanneer er slechts één competitie van dit niveau was.
  - Officiële eindstand Eredivisie (getal staat tussen haakjes vermeld)

Sinds de introductie van play-offwedstrijden voor Europees voetbal na afloop van de reguliere competitie in 2005/06, is de KNVB verplicht een eindstand van de Eredivisie door te geven aan de UEFA aan de hand van deze play-offwedstrijden.
Bij deze eindstand staan clubs die zich hebben gekwalificeerd voor Europees voetbal hoger dan clubs die zich niet wisten te kwalificeren. Indien er geen verschil was tussen de eindnotering en de officiële eindstand, staat dit getal niet vermeld.

- Onderafdeling

Hier staat afgekort de naam van de onderafdeling indien de club in dat jaar in een onderafdeling uitkwam. Tevens staat deze afkorting in de legenda en wordt gelinkt naar het artikel over deze onderafdeling. Deze afkorting wordt alleen vermeld wanneer de club in het verleden in verschillende onderafdelingen heeft gespeeld. Deze vermelding is in de staaf altijd in kleine letters. Deze onderafdelingen zijn na het seizoen 1995/96 afgeschaft. Heeft de club in slechts één onderafdeling gespeeld, dan is dit alleen terug te vinden in de legenda.
Onder de staaf staat het jaartal vermeld waarin het seizoen is afgesloten. 15 verwijst naar het seizoen 2014/15 of eventueel het seizoen 1914/15.
Wanneer een staaf leeg is, zijn deze gegevens niet bekend. Het kan ook zijn dat de club dat seizoen niet heeft meegespeeld op het hogere amateurniveau, vroegtijdig de competitie heeft verlaten of uit de competitie is gezet.

In het seizoen 1944/45 was er wegens de Tweede Wereldoorlog geen regulier competitievoetbal.

## Overzichtslijsten

### Seizoensoverzichten
| Resultaten van Velox sinds de toetreding in het betaald voetbal in 1958 | Resultaten van Velox sinds de toetreding in het betaald voetbal in 1958 | Resultaten van Velox sinds de toetreding in het betaald voetbal in 1958 | Resultaten van Velox sinds de toetreding in het betaald voetbal in 1958 | Resultaten van Velox sinds de toetreding in het betaald voetbal in 1958 | Resultaten van Velox sinds de toetreding in het betaald voetbal in 1958 | Resultaten van Velox sinds de toetreding in het betaald voetbal in 1958 | Resultaten van Velox sinds de toetreding in het betaald voetbal in 1958 | Resultaten van Velox sinds de toetreding in het betaald voetbal in 1958 | Resultaten van Velox sinds de toetreding in het betaald voetbal in 1958 | Resultaten van Velox sinds de toetreding in het betaald voetbal in 1958 | Resultaten van Velox sinds de toetreding in het betaald voetbal in 1958 | Resultaten van Velox sinds de toetreding in het betaald voetbal in 1958 |
| Seizoen                                                                 | Competitie                                                              | Competitie                                                              | Competitie                                                              | Competitie                                                              | Competitie                                                              | Competitie                                                              | Competitie                                                              | Competitie                                                              | Competitie                                                              | Kwalificatie                                                            | KNVB beker                                                              | Bijzonderheid                                                           |
| Seizoen                                                                 | Divisie                                                                 | GW                                                                      | W                                                                       | G                                                                       | V                                                                       | PNT                                                                     | DV                                                                      | DT                                                                      | POS                                                                     | Kwalificatie                                                            | KNVB beker                                                              | Bijzonderheid                                                           |
| ----------------------------------------------------------------------- | ----------------------------------------------------------------------- | ----------------------------------------------------------------------- | ----------------------------------------------------------------------- | ----------------------------------------------------------------------- | ----------------------------------------------------------------------- | ----------------------------------------------------------------------- | ----------------------------------------------------------------------- | ----------------------------------------------------------------------- | ----------------------------------------------------------------------- | ----------------------------------------------------------------------- | ----------------------------------------------------------------------- | ----------------------------------------------------------------------- |
| 1958/59                                                                 | Tweede divisie A                                                        | 28                                                                      | 12                                                                      | 9                                                                       | 7                                                                       | 33                                                                      | 54                                                                      | 52                                                                      | 5e                                                                      | –                                                                       | 2e ronde                                                                | Velox treedt toe tot het betaald voetbal                                |
| 1959/60                                                                 | Tweede divisie B                                                        | 24                                                                      | 11                                                                      | 5                                                                       | 8                                                                       | 27                                                                      | 41                                                                      | 41                                                                      | 4e                                                                      | –                                                                       | Geen bekertoernooi                                                      | –                                                                       |
| 1960/61                                                                 | Tweede divisie                                                          | 34                                                                      | 14                                                                      | 8                                                                       | 12                                                                      | 36                                                                      | 67                                                                      | 63                                                                      | 8e                                                                      | –                                                                       | Groepsfase                                                              | –                                                                       |
| 1961/62                                                                 | Tweede divisie                                                          | 28                                                                      | 16                                                                      | 4                                                                       | 8                                                                       | 36                                                                      | 71                                                                      | 39                                                                      | 1e                                                                      | Rechtstreekse promotie                                                  | 1e ronde                                                                | –                                                                       |
| 1962/63                                                                 | Eerste divisie                                                          | 30                                                                      | 14                                                                      | 8                                                                       | 8                                                                       | 36                                                                      | 74                                                                      | 58                                                                      | 5e                                                                      | –                                                                       | 2e ronde                                                                | –                                                                       |
| 1963/64                                                                 | Eerste divisie                                                          | 30                                                                      | 13                                                                      | 10                                                                      | 7                                                                       | 36                                                                      | 49                                                                      | 42                                                                      | 5e                                                                      | –                                                                       | 3e ronde                                                                | –                                                                       |
| 1964/65                                                                 | Eerste divisie                                                          | 30                                                                      | 13                                                                      | 11                                                                      | 6                                                                       | 37                                                                      | 54                                                                      | 42                                                                      | 4e                                                                      | –                                                                       | 3e ronde                                                                | –                                                                       |
| 1965/66                                                                 | Eerste divisie                                                          | 28                                                                      | 15                                                                      | 5                                                                       | 8                                                                       | 35                                                                      | 56                                                                      | 48                                                                      | 5e                                                                      | –                                                                       | Groepsfase                                                              | –                                                                       |
| 1966/67                                                                 | Eerste divisie                                                          | 38                                                                      | 9                                                                       | 11                                                                      | 18                                                                      | 29                                                                      | 40                                                                      | 61                                                                      | 16e                                                                     | –                                                                       | Geen deelname                                                           | –                                                                       |
| 1967/68                                                                 | Eerste divisie                                                          | 36                                                                      | 2                                                                       | 12                                                                      | 22                                                                      | 16                                                                      | 26                                                                      | 77                                                                      | 19e                                                                     | Rechtstreekse degradatie                                                | 2e ronde                                                                | –                                                                       |
| 1968/69                                                                 | Tweede divisie                                                          | 34                                                                      | 12                                                                      | 10                                                                      | 12                                                                      | 34                                                                      | 52                                                                      | 52                                                                      | 10e                                                                     | –                                                                       | 1e ronde                                                                | –                                                                       |
| 1969/70                                                                 | Tweede divisie                                                          | 32                                                                      | 18                                                                      | 8                                                                       | 6                                                                       | 44                                                                      | 46                                                                      | 26                                                                      | 3e                                                                      | Intertoto Cup als FC Utrecht                                            | 2e ronde                                                                | Velox fuseert met DOS en Elinkwijk en gaat verder als FC Utrecht        |

### Topscorers
- 1958/59:  Jaap van der Horst (11)
- 1959/60:  Wim Adelaar (11)
0000000  Jaap van der Horst (11)
- 1960/61:  Frans Geurtsen (27)
- 1961/62:  Frans Geurtsen (23)
- 1962/63:  Frans Geurtsen (19)
- 1963/64:  Willem van Hanegem (15)
- 1964/65:  Willem van Hanegem (12)
- 1965/66:  Joop van Maurik (15)
- 1966/67:  Peter Aardoom (5)
0000000  Louis Lit (5)
- 1967/68:  Joop van Maurik (9)
- 1968/69:  Marco Cabo (13)
- 1969/70:  Joop Steenhuis (12)

### Trainers
- 1929–1933:  Charles Jackson
- 1933–1934:  Otto Semrock
- 1934–1938:  Bob Jefferson
- 1938–1943:  P.A. van Asten
- 1944–194?:  J.A. Meeder
- 1946–1948:  Gerrit van Wijhe
- 1948–1950:  Jean Coomans
- 1950–1960:  Daan van Beek
- 1954:  Charles Jackson (a.i.)
- 1960–1961:  Cor Sluijk
- 1961–1967:  Daan van Beek
- 1967–1968:  Piet Kraak
- 1968–1969:  Daan van Beek
- 1969–1970:  Bert Jacobs

## Fotogalerij

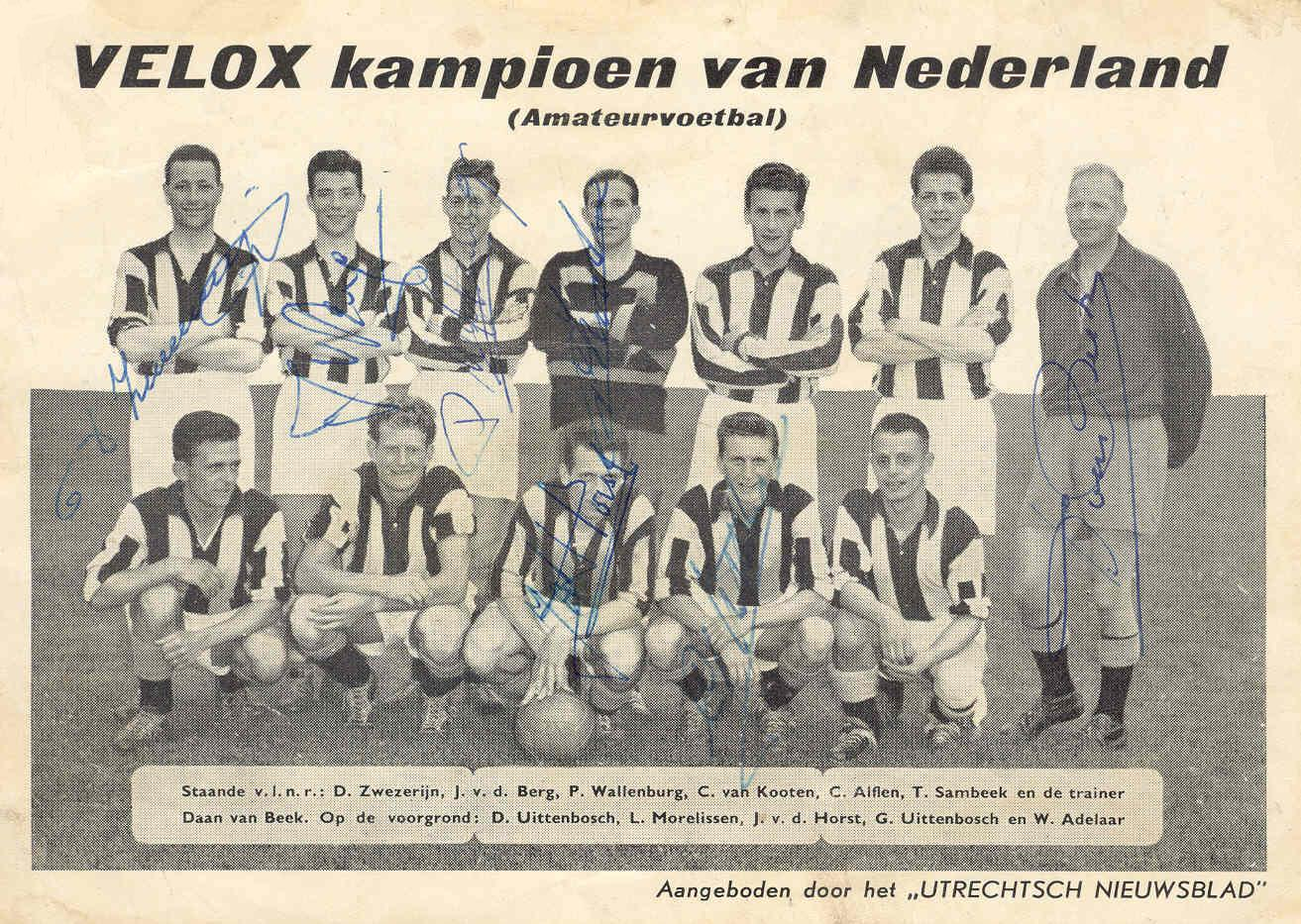
Velox landskampioen amateurs in 1958 (Utrechts Nieuwsblad)
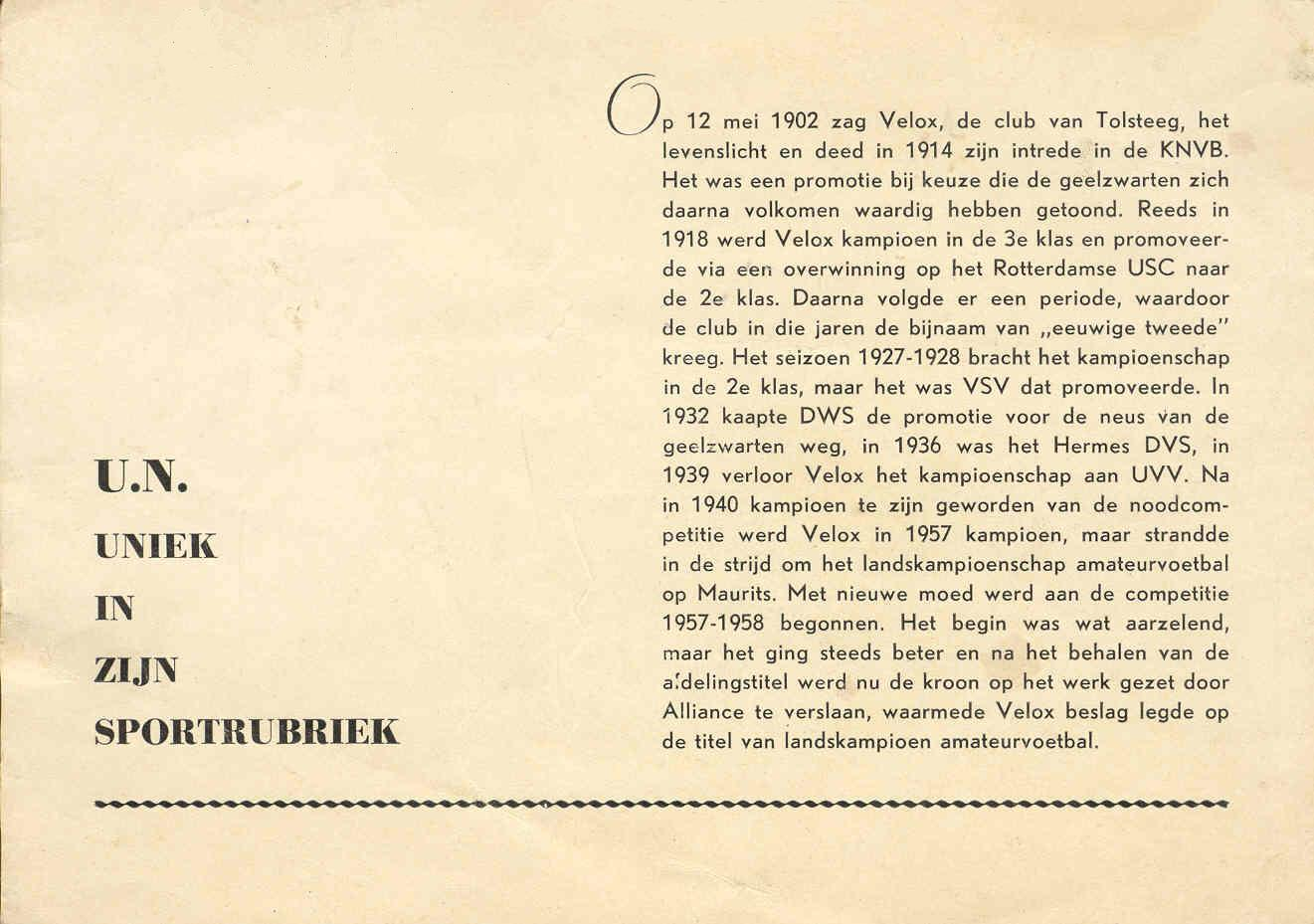
Historie Velox landskampioen amateurs in 1958 (Utrechts Nieuwsblad)
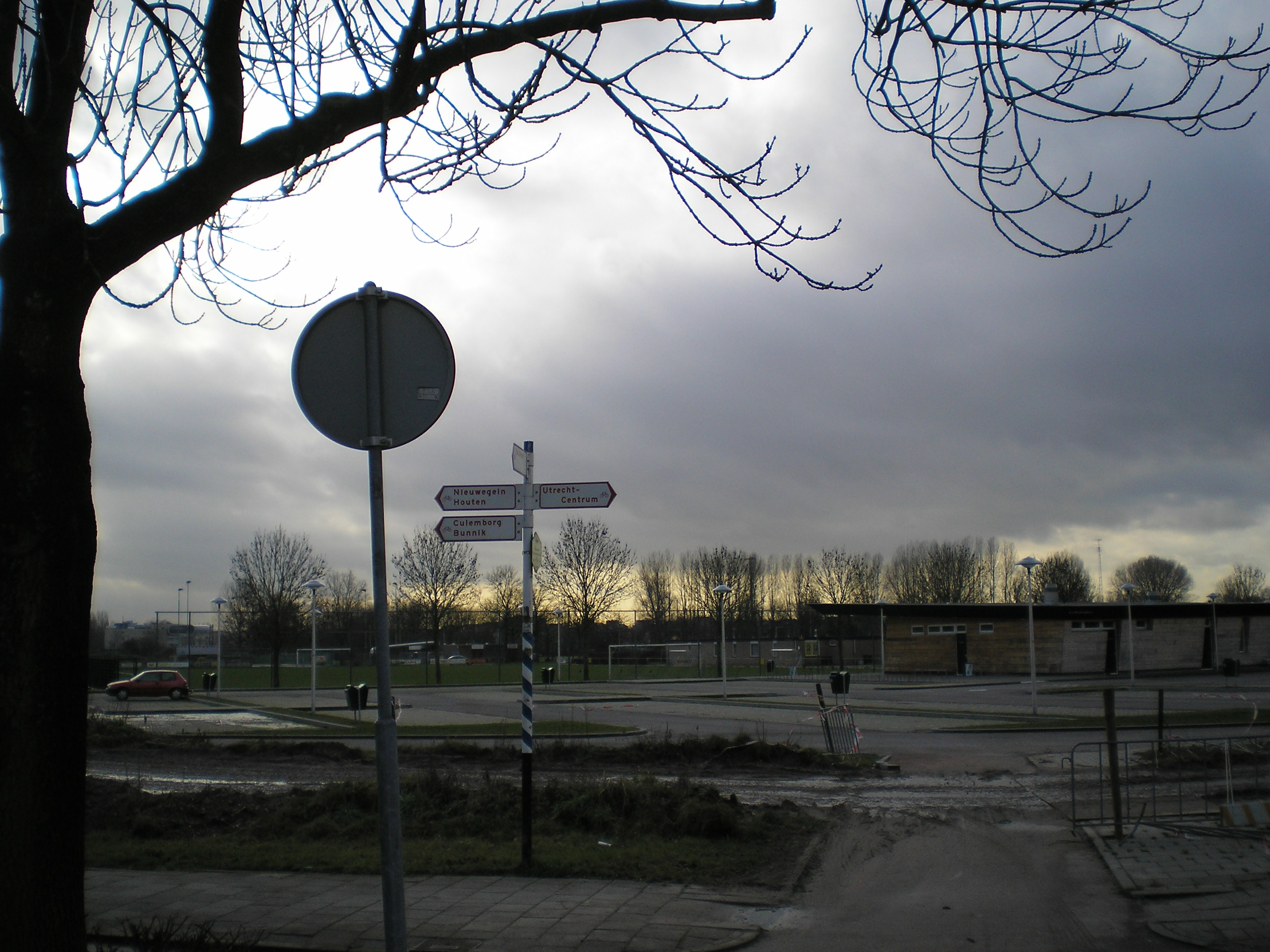
De locatie waar Velox vroeger speelde aan de Koningsweg ter hoogte van de Laan van Maarschalkerweerd te Utrecht
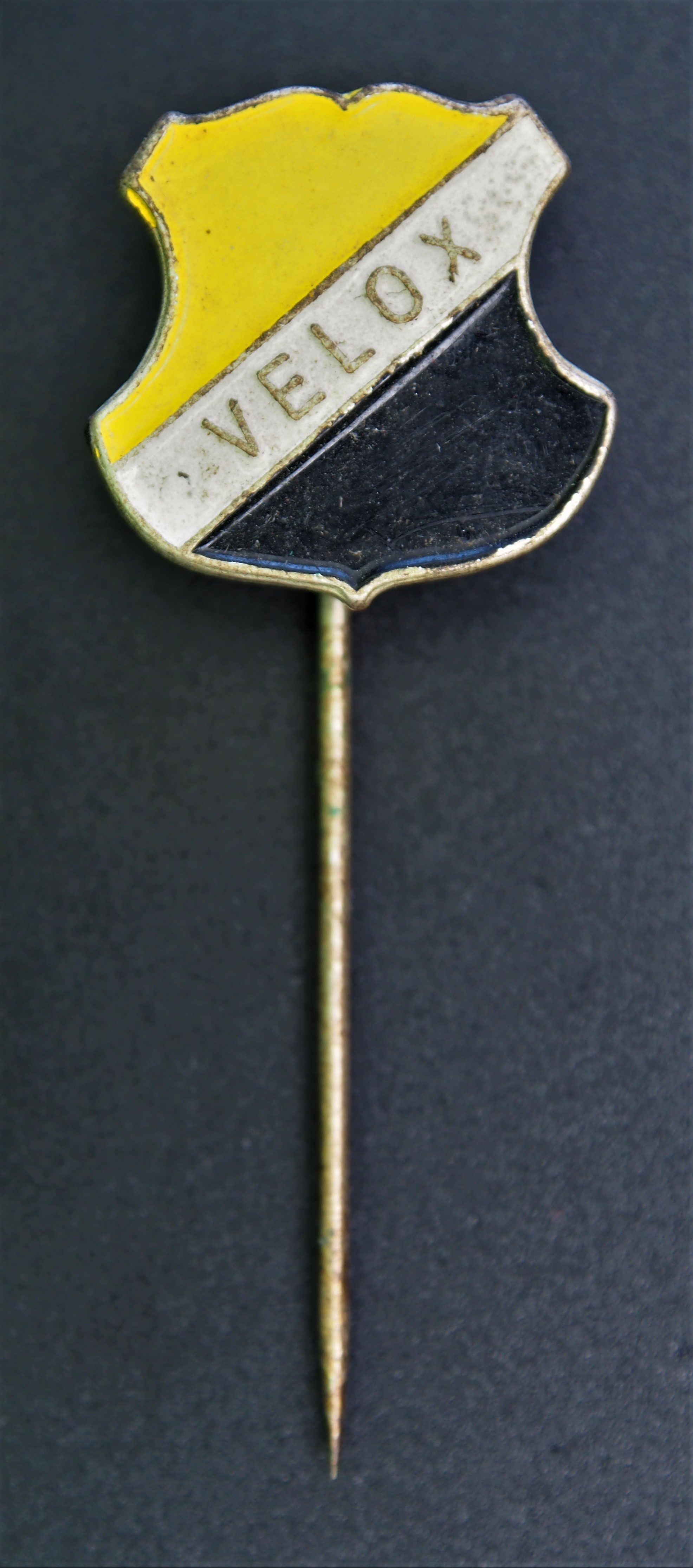
Velox-speldje

## Bekende Veloxianen

### Spelers
- Ben Aarts
- Tonny Adam
- Cor Adelaar
- Gert Bals
- Han Berger
- Ton du Chatinier
- Frans Geurtsen
- Willem van Hanegem
- Joop van Maurik
- Nol de Ruiter
- Ronald Spelbos
- Henk Temming
- Gerrit Uittenbosch

### Trainers
- Henk Angenent
- Bert Jacobs
- Piet Kraak
- Cor Sluyk
- Gerrit van Wijhe

## Organisatie
Bestuur
Tijdens de jaren in het betaalde voetbal was Gijs Elsendoorn voorzitter van Velox. Hij was later vicevoorzitter van FC Utrecht. Zijn zoon Ted Elsendoorn was voorzitter van FC Utrecht in 1993 en 1994.
VVU Ardahanspor · DESTO · Domstad Majella · DVSU · UCS EDO · USV Elinkwijk · Eminent Boys · Faja Lobi KDS · USV Hercules · SV HMS · Hyenas FC · SV Kampong · VV Kismet · VV De Meern · SV Nieuw Utrecht · VV Odin · Odysseus '91 · SV Overvecht/De Dreef  · ksv PVC · PVCV Vleuten · SV Rivierwijkers · Sporting '70 · VV Sterrenwijk · FC Utrecht · UVV · SV Vechtzoom · VV Voorwaarts · VSC · VVJ · Zwaluwen Utrecht 1911